# Monkey Island (sorozat)
A Monkey Island egy, a LucasArts (az egykori Lucasfilm Games) által készített és kiadott point-and-click kalandjáték-sorozat összefoglaló neve. A játékok az esetlen Guybrush Threepwood kalandjait mutatja  be, miközben azon fáradozik, hogy a Karib-szigetek legismertebb kalózává váljon, legyőzze a gonosz, élőhalott kalózt, LeChuck-ot és elnyerje Elaine Marley kormányzó szívét. Mindegyik játék cselekményében megtalálhatjuk a titokzatos Monkey Island-et és annak megfejtetlen titkát.
Ron Gilbert, a sorozat megteremtője csak az első két játékon dolgozott, mielőtt elhagyta a LucasArts-ot. A Monkey Island jogai a LucasArts-nál maradtak így a harmadik és negyedik részt már Gilbert nélkül készítették.

## Áttekintés
A Monkey Island-sorozat jól ismert a humoráról és "játékos-barát" játékmenetéről. A játékos nem tud "megnyerhetetlen" helyzetbe kerülni és Guybrush sem halhat meg (kivéve egy helyzetet a The Secret of Monkey Island-ben, de még ott is nagyon kicsi ennek a valószínűsége, ugyanis a játékosnak egy nagyon egyszerű fejtörőt kell megoldani tíz perc alatt). Ennek a "játékos-barát" felfogásnak, az először Commodore 64-en megjelent, szintén Lucas Arts játékban, a Maniac Mansionban lelhetők fel a gyökerei. A nagyobb kalandjáték készítő cégek, a Sierra On-Line és az Infocom játékai ismertek voltak a szereplők hirtelen és gyakori halálairól, vagy az elakadásokról. A LucasArts a komolyabb hangvételű játékaiban, mint például az 1989-es Indiana Jones and the Last Crusade: The Graphic Adventure, kisebb "mozgásteret" hagyott a játékosnak, de a humor központú játékai, mint például az 1993-as Sam & Max Hit the Road vagy a Day of the Tentacle, nyitottabbak voltak. 
A sorozat cselekménye egy kissé követhetetlen, mivel a készítők eléggé megváltoztatják a történetet a különböző részekben, így a grafikai megvalósítás, az alaptörténet és a szereplők múltja is kissé megváltozik (jó példa erre LeChuck halálának és Hermann Toothrot Monkey Island-re kerülésének körülménye). Pont emiatt a változás miatt nehéz eldönteni, hogy melyik rész története tekinthető leghitelesebbnek.
A játék zenéinek nagy részét Michael Land szerezte. A zene főleg dob és reggae elemeket tartalmaz. A reggae hatás fokozása Elaine Marley neve, mely valószínűleg utalás Bob Marley-ra.

### Helyszín
Mindegyik játék a Karib-szigetvilág kitalált szigetein játszódik. A kor körülbelül a kalózkodás aranykora, de ez szándékosan bizonytalan (bár a harmadik részben egy érmen 1687 olvasható). A szigetek hemzsegnek a kalózoktól, melyek ruházata inkább a filmeken, vagy könyveken alapul, mint a valós történelmen. A játékban számos korhűtlenséget és napjainkra való utalást találhatunk.
A Monkey Island játékok fő helyszíne az úgynevezett "Tri-Island Area" (Három Sziget Körzet), ami egy kitalált szigetcsoport a Karibi-szigetvilágban. Már az első játéktól (The Secret of Monkey Island) kezdve ellátogathatunk a sorozat címadó helyszínére, Monkey Island-re, valamint minden részben megismerhetünk új szigeteket is. A Monkey Island 2: LeChuck's Revenge-ben négy új szigettel találkozhatunk, a The Curse of Monkey Island-ben hárommal, az Escape from Monkey Island-ben pedig szintén hárommal, valamint visszalátogathatunk a már megismert szigetek némelyikére is. 
Tri-Island Area fő szigetei Mêlée Island, Booty Island, és Plunder Island, melyek mind Elaine Marley kormányzó irányítása alatt állnak, nagyapja Horatio Torquemada Marley eltűnése óta. Elaine kedve szerint költözhet szigetről szigetre, de igazi otthonának a körzet fővárosában (Mêlée Town) lévő villáját tartja.  
Természetesen a Tri-Island Area-ban is vannak szigetek, melyeket nem Elaine kormányoz. Ezek közé tartoznak a kalóz szigetek Scabb Island és Phatt Island, a városiasodott Lucre Island és Jambalaya Island, az apró Hook Island, Dinky Island, Skull Island és a Knuttin Atoll, a vulkanikus Blood Island, valamint maga Monkey Island. További szigetek is vannak a térségben, de ezeket nem látogathatjuk meg. Ilyenek például Blunderbuss, Spittle, és Pinchpenny (a két utóbbi az EMI-ben lévő tengeri térképen látható).

### Szereplők
Lásd még: A Monkey Island további szereplői
Számos visszatérő mellékszereplő van a játékban. Ilyenek például:  
- Stan, a rossz hírű árus
- A Voodoo Lady (Voodoo hölgy), aki természetfeletti ügyekben ad tanácsot Guybrush-nek
- Herman Toothrot, az öreg remete, akinek meglepő a múltja
- Wally B. Feed, a rövidlátó, magassági gondokkal küszködő térképész
- Carla, a Mêlée Island-i vívómester
- Otis, a virág-mániás kalóz, aki Carla barátja és gyakran látható a rácsok mögött
- Murray a nagyzási hóbortban szenvedő, beszélő koponya
- A kannibáltörzs, akik időközben vegetáriánusokká váltak
- Meathook, a művész, aki egykoron kalóz volt és mindkét kezét kampókkal kellett helyettesíteni

### Grog
A játékban gyakran megjelenik a múlt tengerészei és kalózai közt népszerű – hígított rumból és citrom- vagy limeléből kevert – grog egy fiktív változata. A Monkey Island-féle grog elég savas ahhoz, hogy megolvasszon egy ónbögrét vagy akár egy szilárd fémrudat. A grogot üdítőital-automatákhoz hasonló gépekben, üvegekben árulják.
Az első részben szereplő, Three Important Looking Pirates (Három fontosnak látszó kalóz) elmondása szerint a következőket tartalmazza:
- petróleum
- propilén-glikol
- kénsav
- mesterséges édesítőszerek
- amaranth (több országban betiltott vörös ételfesték)
- rum
- aceton
- akkumulátorsav (kénsav)
- szenny (SCUMM)
- kerékzsír
- és/vagy pepperoni

### Ihlet
Bár Ron Gilbert sokáig azt hangoztatta, hogy a játék ihletforrása a Disneyland-beli Pirates of the Caribbean (Karib-tenger kalózai) nevű látványosság, a blogjában már azt állítja, hogy az igazi ihletforrás Tim Powers Ismeretlen vizeken című könyve volt.

## A játékok

### The Secret of Monkey Island
A sorozat 1990-ben a The Secret of Monkey Island c. résszel mutatkozott be Atari ST, Macintosh, és IBM PC platformokon, majd később készültek átiratok Amiga, Sega CD, és FM Towns platformokra is.
A játék kezdetén Guybrush Threepwood, a történet főszereplője kijelenti, hogy „Kalóz akarok lenni!” ("I want to be a pirate!"), és hamarosan el is indul, hogy bizonyságot tegyen erről az öreg kalózkapitányok előtt. A veszélyes kalózpróbák folyamán megismerkedik a gyönyörűszép Elaine Marley kormányzóval, akivel egymásba szeretnek, nem tudva arról, hogy a szellemkalóz LeChuck-nak tervei vannak Elaine-nel. Mikor Elaine-t elrabolják, Guybrush kerít magának legénységet és hajót, hogy megtalálja és legyőzze LeChuck-ot valamint megmentse szerelmét.
Meglátogatott szigetek:
- Mêlée és Hook Island: Mêlée fő települését sűrű dzsungel övezi, és a hírhedt SCUMM kocsmát, egy nyomorúságos lebujt őriz magában, ahol a kalózok grogba fojtják félelmüket LeChucktól. Hook sziget egy kis szikla Mêlée északi partjánál. A két szigetet egy kábelpálya köti össze.
- Monkey Island: A kannibálok-lepte szigetet LeChuck akcióinak támaszpontjául használja.

### Monkey Island 2: LeChuck’s Revenge
A második játék, az 1992-es Monkey Island 2: LeChuck's Revenge kevesebb platformra jelent meg; csak Amiga, IBM PC, Macintosh, és később FM Towns gépekre volt elérhető.
Ahogy Guybrush (kincsesládával a kezében) és Elaine kötelekbe kapaszkodva lógnak a hatalmas mélység fölött, Guybrush elmeséli Elaine-nek a játék történetét. Elhatározta, hogy megtalálja a kincsek kincsét, a Big Whoop-ot (Nagy Dobás). Akaratlanul segít újraéleszteni LeChuck-ot, aki most zombi formában tér vissza. Guybrush-t végső fokon elkapja ősellensége, de Wally segítségével megmenekül és megtalálja a kincset. Végül azon találja magát, hogy egy kötélen lóg, mely a játék elején látott helyzet. Ahogy Guybrush befejezi a történetét, elszakad a kötele, és LeChuck-kal találja magát szemtől szemben, akit végül voodoo használatával legyőz. A befejezés nagyon szürrealisztikus és nyílt teret ad számos értelmezésnek.
Meglátogatott szigetek:
- Scabb Island: A játék kezdőszigete. Itt nem található kincs, így Guybrush úgy határoz, máshol keresgél.
- Phatt Island: Egy sziget, melyet a Big Whoop-hoz vezető térképnek egy darabjáért látogat meg Guybrush.
- Booty Island: Elaine kormányzóságának egy része, melyet a Big Whoop-hoz vezető térképnek egy másik darabja végett látogat meg Guybrush.
- Dinky Island: A sziget, ahol Guybrush megtalálja a kincsesládát.

### The Curse of Monkey Island
Az 1997-ben megjelent, The Curse of Monkey Island, a sorozat harmadik része, kizárólag Windows felhasználók számára volt elérhető.
Guybrush akaratlanul aranyszoborrá változtatja Elaine-t egy elátkozott gyűrűvel, amit hamarosan el is lopnak a kalózok. Guybrush megkeresi őt mielőtt elkezdene kutatni egy gyűrű után, ami fel tudja oldani az átkot. LeChuck tüzes démon formában jelenik meg, és Guybrush sarkában van, amíg patthelyzet nem alakul ki LeChuck vidámparkjának fő attrakciójában, a Rollercoaster of Doom-ban (a Végzet Hullámvasútjában).
Meglátogatott szigetek:
- Plunder Island: Egy sziget, mely otthonként szolgál egy visszavonult kalózokból álló közösségnek, és ahol Elaine kormányoz. Guybrush-nak találnia kell egy módot a sziget elhagyására, hogy meg tudja törni az átkot.
- Blood Island: Egy leromlott nyaralósziget és a nagy, átokmentes gyémántgyűrű nyugvóhelye.
- Skull Island: Blood Island partjainál található, kalóz csempészek úticélja, akik kisajátították maguknak az átokmentes gyémántot.
- Monkey Island: Guybrush és Elaine mindketten fogságba kerülnek, és elvitték őket LeChuck szigetére, ami most vidámparkként üzemel.

### Escape from Monkey Island
Az Escape from Monkey Island, a sorozat negyedik része, 2000-ben adták ki PC-re, majd 2001-ben megjelent Macintoshra és PlayStation 2-re is.